# Bruno Varela
Bruno Miguel Semedo Varela (Lisbona, 4 novembre 1994) è un calciatore portoghese naturalizzato capoverdiano, portiere del Vitória Guimarães e della nazionale capoverdiana.

## Carriera
Inizia la sua carriera calcistica nelle giovanili del Ponte Frielas, dove gioca dal 2002 al 2006. Successivamente, entra nel settore giovanile del Benfica, dove si forma fino al 2012. Dopo aver completato la sua formazione giovanile, viene promosso nella squadra B del Benfica, accumulando 85 presenze tra il 2012 e il 2015.
Nel 2015, Varela viene ceduto in prestito al Real Valladolid, in Spagna, dove gioca una sola partita ufficiale in campionato. L'anno successivo, nel 2016, si trasferisce al Vitória Setúbal, dove trova maggiore spazio, giocando 29 partite in stagione. Nel 2017, fa ritorno al Benfica, dove gioca 29 partite ufficiali tra il 2017 e il 2019.
Nel 2019, viene ceduto in prestito prima all'Ajax, dove gioca una partita in Eredivisie, e successivamente al Jong Ajax, la squadra riserve del club olandese, con 2 presenze. Dal 2020, Varela è un punto di riferimento nel Vitória Guimarães, dove ha accumulato oltre 100 presenze, consolidandosi come uno dei portieri più importanti della squadra.

### Nazionale
Ha fatto parte con le nazionali giovanili agli Europei Under-19 2013 ed ai Mondiali Under-20 2013.
Viene convocato per le Olimpiadi 2016 in Brasile.

## Statistiche

### Presenze e reti nei club
Statistiche aggiornate al 16 marzo 2019.
| Stagione         | Squadra           | Campionato       | Campionato | Campionato | Coppe nazionali | Coppe nazionali | Coppe nazionali | Coppe europee | Coppe europee | Coppe europee | Altre coppe | Altre coppe | Altre coppe | Totale | Totale |
| Stagione         | Squadra           | Comp             | Pres       | Reti       | Comp            | Pres            | Reti            | Comp          | Pres          | Reti          | Comp        | Pres        | Reti        | Pres   | Reti   |
| ---------------- | ----------------- | ---------------- | ---------- | ---------- | --------------- | --------------- | --------------- | ------------- | ------------- | ------------- | ----------- | ----------- | ----------- | ------ | ------ |
| 2012-2013        | Benfica B         | SL               | 12         | -11        | -               | -               | -               | -             | -             | -             | -           | -           | -           | 12     | -11    |
| 2013-2014        | Benfica B         | SL               | 38         | -48        | -               | -               | -               | -             | -             | -             | -           | -           | -           | 38     | -48    |
| 2014-2015        | Benfica B         | SL               | 35         | -46        | -               | -               | -               | -             | -             | -             | -           | -           | -           | 35     | -46    |
| Totale Benfica B | Totale Benfica B  | Totale Benfica B | 85         | -105       |                 | -               | -               |               | -             | -             |             | -           | -           | 85     | -105   |
| 2015-2016        | Real Valladolid   | SD               | 1          | -3         | CR              | 0               | 0               | -             | -             | -             | -           | -           | -           | 1      | -3     |
| 2016-2017        | Vitória Setúbal   | PL               | 29         | -34        | CP+CdL          | 0+1             | 0 + -1          | -             | -             | -             | -           | -           | -           | 30     | -35    |
| 2017-2018        | Benfica           | PL               | 29         | -19        | CP+CdL          | 2+1             | -3 + -1         | UCL           | 2             | -4            | SP          | 1           | -1          | 35     | -28    |
| 2018-gen. 2019   | Benfica           | PL               | 0          | 0          | CP+CdL          | 0+0             | 0 + 0           | UCL+UEL       | 0+0           | 0 + 0         | -           | -           | -           | 0      | 0      |
| Totale Benfica   | Totale Benfica    | Totale Benfica   | 29         | -19        |                 | 3               | -4              |               | 2             | -4            |             | 1           | -1          | 35     | -28    |
| gen.-giu. 2019   | Ajax              | E                | 0          | 0          | CO              | 0               | 0               | UCL           | 0             | 0             | -           | -           | -           | 0      | 0      |
| 2019-2020        | Jong Ajax         | ED               | 2          | -7         | -               | -               | -               | -             | -             | -             | -           | -           | -           | 2      | -7     |
| 2019-2020        | Ajax              | E                | 1          | -2         | CO              | 1               | 0               | UCL+UEL       | 0+1           | 0+-2          | SO          | 0           | 0           | 3      | -4     |
| 2020-2021        | Vitória Guimarães | PL               | 31         | -41        | CP+CdL          | 2+0             | -1+0            | -             | -             | -             | -           | -           | -           | 33     | -42    |
| 2021-2022        | Vitória Guimarães | PL               | 25         | -31        | CP+CdL          | 2+2             | -3+-3           | -             | -             | -             | -           | -           | -           | 29     | -37    |
| 2022-2023        | Vitória Guimarães | PL               | 27         | -25        | CP+CdL          | 0+1             | 0               | UECL          | 4             | -3            | -           | -           | -           | 32     | -28    |
| Totale carriera  | Totale carriera   | Totale carriera  | 230        | -267       |                 | 12              | -12             |               | 7             | -9            |             | 1           | -1          | 250    | -279   |

### Cronologia presenze e reti in nazionale
| Cronologia completa delle presenze e delle reti in nazionale ― Capo Verde | Cronologia completa delle presenze e delle reti in nazionale ― Capo Verde | Cronologia completa delle presenze e delle reti in nazionale ― Capo Verde | Cronologia completa delle presenze e delle reti in nazionale ― Capo Verde | Cronologia completa delle presenze e delle reti in nazionale ― Capo Verde | Cronologia completa delle presenze e delle reti in nazionale ― Capo Verde | Cronologia completa delle presenze e delle reti in nazionale ― Capo Verde | Cronologia completa delle presenze e delle reti in nazionale ― Capo Verde |
| Data                                                                      | Città                                                                     | In casa                                                                   | Risultato                                                                 | Ospiti                                                                    | Competizione                                                              | Reti                                                                      | Note                                                                      |
| ------------------------------------------------------------------------- | ------------------------------------------------------------------------- | ------------------------------------------------------------------------- | ------------------------------------------------------------------------- | ------------------------------------------------------------------------- | ------------------------------------------------------------------------- | ------------------------------------------------------------------------- | ------------------------------------------------------------------------- |
| 12-10-2023                                                                | Costantina                                                                | Algeria                                                                   | 5 – 1                                                                     | Capo Verde                                                                | Amichevole                                                                | -5                                                                        |                                                                           |
| 6-9-2024                                                                  | Il Cairo                                                                  | Egitto                                                                    | 3 – 0                                                                     | Capo Verde                                                                | Qual. Coppa d'Africa 2025                                                 | -3                                                                        |                                                                           |
| 10-9-2024                                                                 | Praia                                                                     | Capo Verde                                                                | 2 – 0                                                                     | Mauritania                                                                | Qual. Coppa d'Africa 2025                                                 | -                                                                         |                                                                           |
| 10-10-2024                                                                | Praia                                                                     | Capo Verde                                                                | 0 – 1                                                                     | Botswana                                                                  | Qual. Coppa d'Africa 2025                                                 | -1                                                                        |                                                                           |
| 15-10-2024                                                                | Francistown                                                               | Botswana                                                                  | 1 – 0                                                                     | Capo Verde                                                                | Qual. Coppa d'Africa 2025                                                 | -1                                                                        |                                                                           |
| 15-11-2024                                                                | Praia                                                                     | Capo Verde                                                                | 1 – 1                                                                     | Egitto                                                                    | Qual. Coppa d'Africa 2025                                                 | -1                                                                        |                                                                           |
| 19-11-2024                                                                | Nouakchott                                                                | Mauritania                                                                | 1 – 0                                                                     | Capo Verde                                                                | Qual. Coppa d'Africa 2025                                                 | -1                                                                        |                                                                           |
| Totale                                                                    |                                                                           | Presenze                                                                  | 7                                                                         |                                                                           | Reti                                                                      | -12                                                                       |                                                                           |

## Palmarès

### Club

#### Competizioni nazionali
- Supercoppa di Portogallo: 1

Benfica: 2017
- Coppa dei Paesi Bassi: 1

Ajax: 2018-2019
- Campionato olandese: 1

Ajax: 2018-2019